# Joachim Calmeyer
Kåre Joachim Calmeyer, född 23 juni 1931 i Oslo, död 26 december 2016 i Grue i Hedmark, var en norsk skådespelare.

## Biografi
Calmeyer debuterade 1953 i operan Don Pasquale på Rogaland Teater och var fast anställd vid denna teatern mellan 1956 och 1960. Åren 1960–1964 var han vid Det norske teatret, 1964–1972 vid Nationaltheatret, från 1972 vid Den Nationale Scene och åter vid Nationaltheatret från 1978. Han var också engagerad vid TV-tetaern.
Han debuterade som filmskådespelare 1952 i Det kunne vært deg. Han är bland annat känd för sin medverkan i filmerna Lars på tröskeln (1984), Sigurd Drakedreper (1989), TV-serien Vestavind (1994) och filmen Psalmer från köket (2003).
Calmeyer fick en hedersutmärkelse 2012 vid Amandaprisen.

## Filmografi (urval)
- 1952 – Det kunne vært deg
- 1953 – Skøytekongen
- 1955 – Trost i taklampa
- 1956 – Gylne ungdom
- 1962 – Tonny
- 1984 – Lars på tröskeln
- 1989 – Sigurd Drakedreper
- 1994 – Vestavind (TV-serie)
- 1994 – Drömspel
- 1995 – Kristin Lavransdotter
- 2003 – Psalmer från köket
- 2010 – Hem till jul
- 2010 – Dag (TV-serie)
- 2014 – Det tredje ögat (TV-serie)